# Múnia de Barcelona
Múnia de Barcelona foi uma lendária mártir cristã, venerada popularmente como santa na atual Catalunha e cuja hagiografia é semelhante à de Santa Vilgeforte.
O folclorista catalão Joan Amades i Gelat recolhe uma tradição segundo a qual o dia 28 de fevereiro era celebrado a festa de Santa Múnia. Tratava-se de uma jovem de Barcelona, nascida na extinta Carrer de la Basea (atual Via Laietana), de grande beleza. Muito devota, quis dedicar-se a Deus recusando propostas de casamento. Para se livrar de uma vez por todas de seus pretendentes, ela orou a Deus para que a despojasse de sua beleza e "a tornasse feia e repulsiva". Atendendo à sua oração, ela ficou tão morena que ficou quase preta, sua barba cresceu até os joelhos e ela ficou tão peluda que parecia mais uma fera do que uma pessoa. Os pretendentes, ao vê-la, ficaram indignados com ela de tal forma que a pegaram e pregaram numa cruz, matando-a por preferir preservar sua virgindade. Pelas circunstâncias de sua morte, passou a ser reverenciada popularmente como mártir.
No entanto, o desenvolvimento da narrativa servia para explicar as imagens de Cristo crucificado com aparência andrógina, com aparência feminina e vestido com um manto até aos pés.